# Leucania linda
Leucania linda là một loài bướm đêm trong họ Noctuidae.